# Japhen Mwakalombe
Japhen Mwakalombe (* 11. Juli 1970) ist ein sambischer Politiker der Patriotic Front (PF).

## Leben
Mwakalombe, der nach verschiedenen Aus- und Fortbildungen als Kaufmann und Vermarkter tätig war, wurde als Kandidat der Patriotic Front (PF) bei der Wahl am 11. August 2016 erstmals zum Mitglied der Nationalversammlung Sambias gewählt und vertritt dort den Wahlkreis Chongwe.
Im August 2016 berief Präsident Edgar Lungu ihn zum Provinzminister für die Provinz Lusaka in dessen Kabinett.